# Беатрис Артур
Беатрис «Би» Артур (англ. Beatrice «Bea» Arthur, 13 мая 1922[…], Нью-Йорк, Нью-Йорк — 25 апреля 2009[…], Брентвуд, Калифорния) — американская актриса, наиболее известная по роли Дороти Зборнак в телесериале «Золотые девочки».

## Биография
Беатрис Артур, урождённая Бернис Франкел, родилась в Нью-Йорке 13 мая 1922 года в семье Ребекки и Филипа Франкела. Вскоре после её рождения семья переехала в Мэриленд, где её родители стали управляющими в магазине женской одежды. Своё образование она получила в колледже Блэкстоун в штате Виргиния, где была задействована в драматическом кружке.
С 1943 по 1945 год служила в Женском резерве Корпуса морской пехоты США.
Её актёрская карьера началась в конце 1940-х годов, когда она стала членом бродвейской театральной труппы и стала выступать в нью-йоркском театре Черри-Лейн. Наиболее знаменитыми театральными ролями Беатрис стали Люси Браун в «Трёхгрошевой опере» (1954), сваха в «Скрипаче на крыше» (1966) и Вера Чарльз в мюзикле «Мэйм», 1966, за роль которой она была удостоена премии «Тони». В 1974 году Беатрис исполнила эту же роль в одноимённой экранизации мюзикла, где главную роль сыграла Люсиль Болл.
В начале 1970-х годов началась её карьера на телевидении и одной из первых крупных её ролей стала Мод Финдлей в телесериале «Мод», показ которого продолжался с 1972 по 1978 год. За эту роль Беатрис несколько раз номинировалась на «Эмми», а в 1977 году стала её обладательницей.
В 1985 году Беатрис была приглашена на роль Дороти Зборнак, разведённой пожилой учительницы, живущей в Майами в одной квартире с матерью Софией Петрилло (Эстель Гетти) и подругами Бланш Деверо (Ру МакКлэнахан) и Розой Найлуд (Бетти Уайт). Эта роль принесла Артур несколько номинаций на «Эмми» и одну премию в 1988 году. Беатрис играла Дороти до закрытия сериала в 1992 году.
После этого Артур появилась в качестве гостя в нескольких телесериалах, а также организовала своё собственное театральное шоу, с которым некоторое время гастролировала в США.
В 2002 году она вернулась на Бродвей в главной роли в собственной постановке «Би Артур на Бродвее: Только между друзьями», состоящий из рассказов и музыкальных номеров, повествующих о её жизни и карьере.
Би Артур дважды была замужем. Первым её мужем был сценарист и продюсер Роберт Алан Артур, а вторым — режиссёр Джин Сакс (1950—1978), вместе с которым усыновила двоих детей.
Беатрис Артур умерла 25 апреля 2009 года от рака в своём доме в Лос-Анджелесе в возрасте 86 лет. Кремирована.

## Избранная фильмография
| Год       |   | Русское название                | Оригинальное название        | Роль                                |
| --------- | - | ------------------------------- | ---------------------------- | ----------------------------------- |
| 1958      | ф | Такая женщина                   | That Kind of Woman           | контрактница                        |
| 1970      | ф | Любовники и другие незнакомцы   | Lovers and Other Strangers   | Би Вехио                            |
| 1972—1978 | с | Мод                             | Maude                        | Мод Финдлей                         |
| 1974      | ф | Мэйм                            | Mame                         | Вера Чарльз                         |
| 1981      | ф | Всемирная история, часть первая | History of the World, Part I | Клерк в офисе (в титрах не указана) |
| 1985—1992 | с | Золотые девочки                 | The Golden Girls             | Дороти Зборнак                      |
| 1995      | ф | Невеста в кредит                | For Better or Worse          | Беверли Мэйкшифт                    |
| 2000      | ф | Враги смеха                     | Enemies of Laughter          | Мать Пола                           |

## Награды
- Тони 1966 — «Лучшая актриса второго плана в мюзикле» («Мэйм»)
- Эмми 1977 — «Лучшая актриса в комедийном сериале» («Мод»)
- Эмми 1988 — «Лучшая актриса в комедийном сериале» («Золотые девочки»)
- Легенды Диснея 2009